# Moritz Krieter
Moritz Krieter (* 5. Februar 1994 in Kiel) ist ein deutscher Handballspieler.

## Karriere
Krieter spielte in seiner Jugend bei der HSG Mönkeberg-Schönkirchen, von dort wechselte er 2010 zum THW Kiel. Ab der Saison 2012/13 gehörte er zum Profikader des THW Kiel, war aber zunächst nur für die EHF Champions League gemeldet. Dort wurde er für das Vorrunden-Heimspiel gegen Atlético Madrid nominiert, wo er allerdings nicht zum Einsatz kam. Ab der Saison 2013/14 gehörte der 1,93 Meter große Handballtorwart zum Bundesligakader des THW, mit dem er 2014 Deutscher Meister wurde, und besaß ein Zweitspielrecht für den Zweitligisten TSV Altenholz. Zudem spielte er mit der zweiten Mannschaft des THW in der Dritten Liga. Am 26. März 2014 gab er beim 31:20-Sieg gegen Frisch Auf Göppingen sein Bundesligadebüt. Zur Saison 2014/15 wechselte er zu GWD Minden, wo er überwiegend in der zweiten Mannschaft in der 3. Liga eingesetzt wurde. 2017 verließ er Minden und war anschließend vereinslos. Im März 2019 schloss er sich dem SH-Ligisten HSG Horst/Kiebitzreihe an.

## Sonstiges
Moritz Krieters Vater Michael Krieter war ebenfalls Handballtorwart.

## Bundesligabilanz
| Saison  | Verein     | Spielklasse | Spiele | Tore | 7-Meter | Feldtore |
| ------- | ---------- | ----------- | ------ | ---- | ------- | -------- |
| 2013/14 | THW Kiel   | Bundesliga  | 1      | 0    | 0       | 0        |
| 2014–   | GWD Minden | Bundesliga  | 1      | 0    | 0       | 0        |
| 2013–   | gesamt     | Bundesliga  | 2      | 0    | 0       | 0        |